# Kemmete
Die Kemmete, im quellnahen Oberlauf auch Kreidenbach genannt, ist ein 15,8 km langer, westlicher und linker Zufluss der Fliede. Sie fließt in Osthessen im Gebiet der Gemeinden Freiensteinau im Vogelsbergkreis und Neuhof im Landkreis Fulda.

## Geographie

### Verlauf

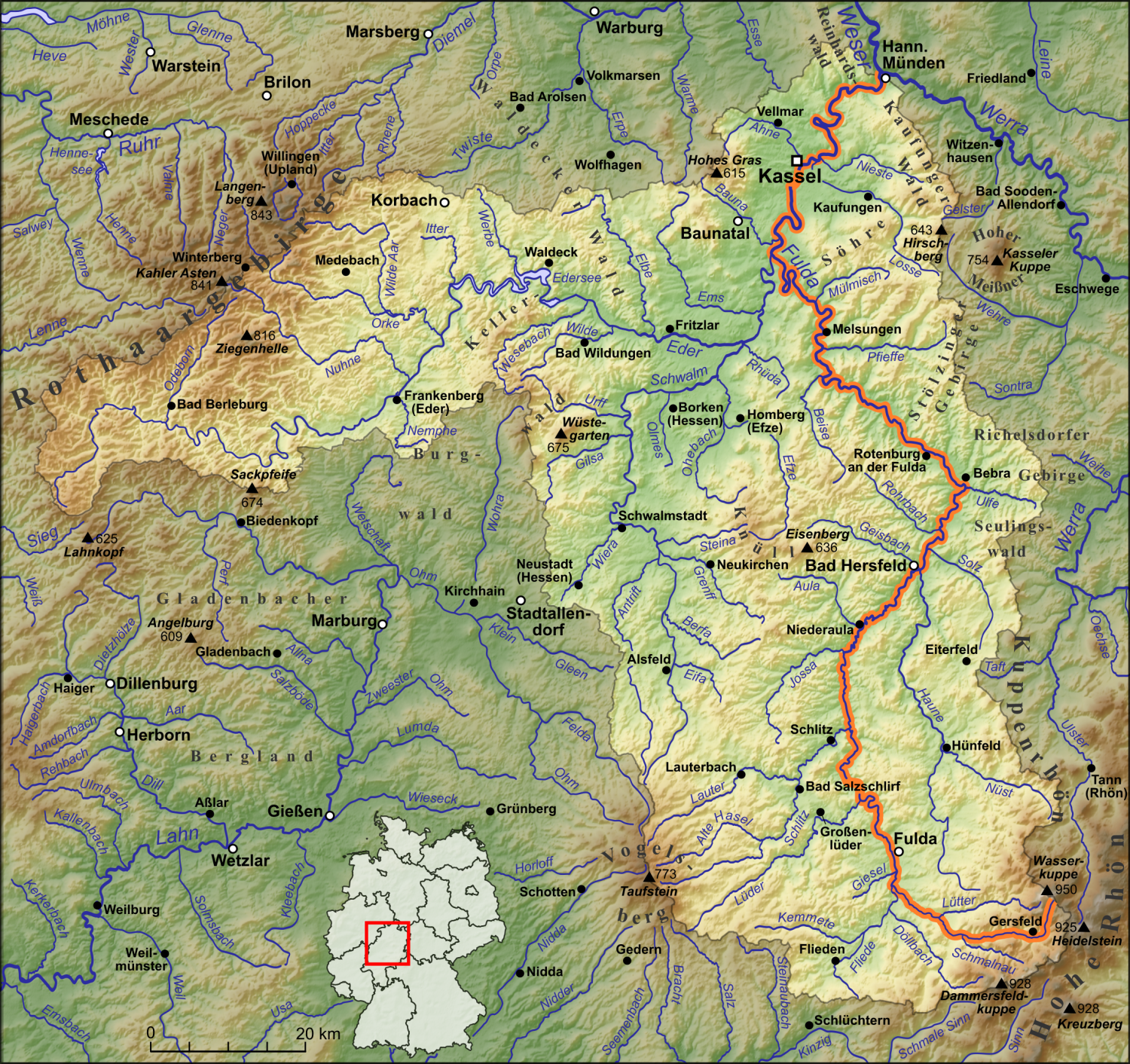
Der Kemmete-Verlauf aus dem Vogelsberg auf dem Weg zur Fulda (Kartenende rechts)

Die Kemmete bzw. der Kreidenbach entspringt im Hohen Vogelsberg. Die Quelle liegt beim Nordrand des Freiensteinauer Ortsteiles Reichlos – unmittelbar östlich der dortigen Höhenstraße – auf etwa 495 m ü. NHN Höhe.
Der ostwärts fließende Bach verläuft anfangs durch landwirtschaftlich genutztes Gebiet nach Osten, wobei er bereits etwa 400 m ostnordöstlich der Quelle den etwa 1 Hektar großen aufgestauten Ziegelteich durchfließt. Nach weiteren etwa 3 km Fließstrecke erreicht der Bach das Dorf Hauswurz, Ortsteil von Neuhof, wo die Landesstraßen 3141 (Nord-Süd) und 3181 (Ost-West) aufeinandertreffen. Dort münden zwischen der Taufsteinstraße und dem Rosenweg das von Weidenau im Südwesten heran fließende Hängsberger Wasser und das von Nordwesten kommende Mengmeser Wasser ein.
Etwa 900 m weiter östlich nimmt die Kemmete den von Süden kommenden und den Neuhofer Ortsteil Kauppen westlich passierenden Kauppener Graben (auch Kaupenergraben) auf. Dann passiert der Bach den südlich liegenden Knöschen (Gefels; 508,7 m). Sein dortiger Gewässerabschnitt ist Teil des Fauna-Flora-Habitat-Gebiets Zuflüsse der Fliede (FFH-Nr. 5523-302; 95,87 ha groß). Dabei verläuft der Bach, zunächst noch etwa 2,5 km in allgemein östlicher, dann etwa 5 km in ostsüdöstlicher Richtung, durch das Kemmetetal zum Neuhofer Ortsteil Rommerz, dessen größere von zwei Ortslagen er im Süden passiert. Die L 3181 begleitet den Bach von Hauswurz bis Rommerz an seiner Nordseite. Etwa 1 km südöstlich von Rommerz beginnt die Kemmete eine langgezogene Linkskurve nach Nordosten in Richtung des Neuhofer Kernorts, in dem sie den von Nordwesten herbeifließenden Lützbach aufnimmt.
Etwa 300 m nordöstlich des Lützbachzuflusses und etwa 250 m nordnordwestlich des Neuhofer Bahnhofs mündet die Kemmete unmittelbar vor einer Brücke der Bundesstraße 40 in den dort von Süden kommenden Fulda-Zufluss Fliede; ihre Mündung liegt auf 270 m Höhe beim Fliede-Kilometer 9,4.

### Naturräumliche Zuordnung
Die Kemmete fließt in der naturräumlichen Haupteinheitengruppe durch das Osthessische Bergland (Nr. 35). Ihre Quelle liegt innerhalb der Haupteinheit Hoher Vogelsberg (351) in der Untereinheit Östlicher Hoher Vogelsberg (351.1). Etwas unterhalb von Reichlos wechselt der Bach in die Untereinheit Östlicher Unterer Vogelsberg (350.3) über und in Hauswurz in die Untereinheit Gieseler Forst (350.6), die beide zur Haupteinheit Unterer Vogelsberg (350) gehören. Bei Rommerz fließt er in den Naturraum Fliedener Becken (352.00) ein, der innerhalb der Haupteinheit Fuldaer Senke (352) zur Untereinheit Fliedetal (352.0) zählt. Die Mündung der Kemmete liegt etwa an der Grenze des Fliedener Beckens zum Naturraum Kerzeller Fliedetal (352.01).

### Einzugsgebiet und Zuflüsse
Das Einzugsgebiet der Kemmete ist 55,19 km² groß. Zu ihren Zuflüssen gehören bachabwärts betrachtet (laut im Tabellenkopf genannten Einzelnachweisen):
| Name                                               | Seite  | Länge (km) | Quell-          | Mündungs-       | Mündungs- ort (i/u) | Mü-Stat. (km) | EZG (km²) | GKZ       |
| Name                                               | Seite  | Länge (km) | höhe (m ü. NHN) | höhe (m ü. NHN) | Mündungs- ort (i/u) | Mü-Stat. (km) | EZG (km²) | GKZ       |
| -------------------------------------------------- | ------ | ---------- | --------------- | --------------- | ------------------- | ------------- | --------- | --------- |
| Hängsberger Wasser (Oberlauf: Ellernbach)          | rechts | 05,6 km    | 487             | 415             | Hauswurz (i)        | km 12,1       |           | 42252-12  |
| Mengmeser Wasser (Oberlauf: Eschenbach)            | links  | 07,7 km    | 508             | 415             | Hauswurz (i)        | km 12,05      | 09,31 km² | 42252-2   |
| Kauppener Graben (Kaupenergraben)                  | rechts | 02,4 km    | 492             | 394             | Hauswurz (u)        | km 11,1       |           | 42252-314 |
| Lützbach                                           | links  | 05         | 345             | 272             | Neuhof (i)          | km 0,35       |           | 42252-92  |
| Abkürzungen: i = im, u = unterhalb vom Mündungsort |        |            |                 |                 |                     |               |           |           |

## Salzabwässer
Das Wasser der Kemmete, das größtenteils aus dem Vogelsberg kommt, ist nur sehr gering verschmutzt. Erst durch den Zufluss des Lützbachs in der Ortsmitte von Neuhof werden die Salzabwässer vom Werk Neuhof-Ellers der K+S-AG eingeleitet.

## Wassermühlen
An der Kemmete standen früher zahlreiche Mühlen; flussabwärts betrachtet: Bastenmühle, Schlagmühle, Obere und Untere Kemmetemühle, alle unterhalb Hauswurz, sowie Schlagmühle (hier wurde Öl geschlagen), Ochsenmühle, Mittelmühle, Engelsmühle und Bowelsmühle, die sich alle bei oder in Rommerz befinden und noch erhalten sind.

## Straßen
Die Landesstraße 3181 verläuft oberhalb Hauswurz südlich und von dort an sowie durch Rommerz bis Neuhof nördlich entlang der Kemmete. Diese Straße trifft in Hauswurz auf die L 3141 (Brandlos–Hauswurz–Buchenrod), die dann in der Ortschaft im Rahmen der Taufsteinstraße einen kurzen gemeinsamen Abschnitt bilden.